# Phyllanthus cuneifolius
Phyllanthus cuneifolius là một loài thực vật có hoa trong họ Diệp hạ châu. Loài này được (Britton) Croizat miêu tả khoa học đầu tiên năm 1943.